# 圣萨万 (伊泽尔省)
圣萨万（法語：Saint-Savin，法語發音：[sɛ̃ savɛ̃]）是法国伊泽尔省的一个市镇，位于该省西北部，属于拉图尔迪潘区。

## 地理
圣萨万（45°37'43"N, 5°18'22"E）面积24.55 平方千米，位于法国奥弗涅-罗讷-阿尔卑斯大区伊泽尔省，该省份为法国东南部内陆省份，北起顺时针与安省、萨瓦省、上阿尔卑斯省、德龙省、阿尔代什省、卢瓦尔省和罗讷省。
与圣萨万接壤的市镇（或旧市镇、城区）包括：韦内里约、布尔关雅略、蒙卡拉、吕伊-蒙索、圣谢夫、圣马塞尔-贝拉克伊。

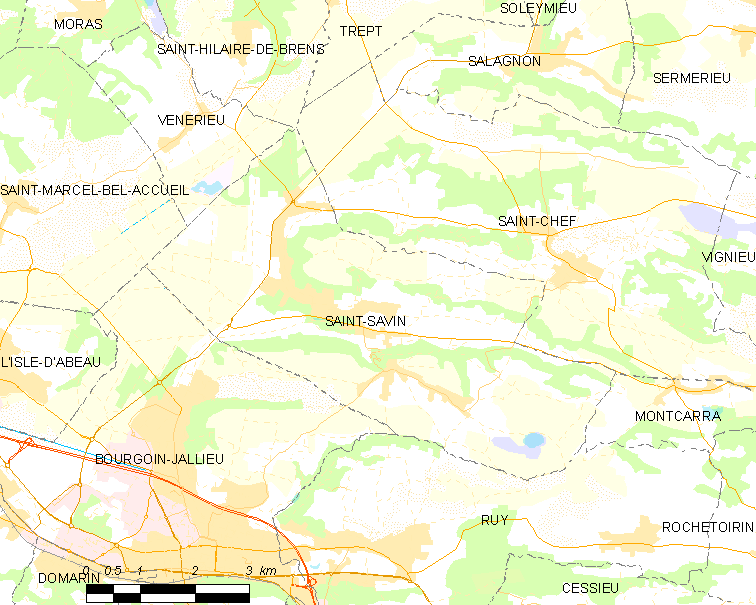
的OSM定位图

圣萨万的时区为UTC+01:00、UTC+02:00（夏令时）。

## 行政
圣萨万的邮政编码为38300，INSEE市镇编码为38455。

## 政治
圣萨万所属的省级选区为布尔关雅略县。

## 人口

1962-2008年间人口变化图示

圣萨万于2022年1月1日时的人口数量为4297人。